# Hermarc
Hermarc (grec antic: Ἕρμαρχος, llatí: Hermarchus) va ser un filòsof grec de l'escola epicúria, fill d'Agermarc, un home pobre de Mitilene.
Al començament va estudiar retòrica, però després va esdevenir un deixeble fidel d'Epicur, qui el va nomenar com a successor al capdavant de la seva escola entorn de l'any 270 aC. Va morir a edat avançada a la casa de Lísies amb reputació de gran filòsof. Ciceró va conservar algunes cartes d'Epicur dirigides a Hermarc. Va escriure diverses obres que Diògenes Laerci esmenta: κάλλιστα, o Ἐπιστολικὰ περὶ Ἐμπεδοκλέους, en 22 llibres; Περὶ τῶν μαθημάτων, Πρὸς Πλάτωνα, i Πρὸς Ἀριστοτέλην, totes les quals s'han perdut, però podem deduir pel que diu Ciceró que eren de naturalesa polèmica i dirigides contra la filosofia de Plató i Aristòtil, i també sobre Empèdocles.